# Jean André Rixens
Jean André Rixens (n. 1846 - d. 1924) a fost un pictor francez, unul dintre cei mai buni elevi al lui Jules Joseph Garipuy. Rixens a pictat la începutul carierei sale în manieră clasicistă și academistă, pentru ca ulterior să îmbrățișeze și alte stiluri de pictură, așa cum a fost cel impresionist.

## Galerie

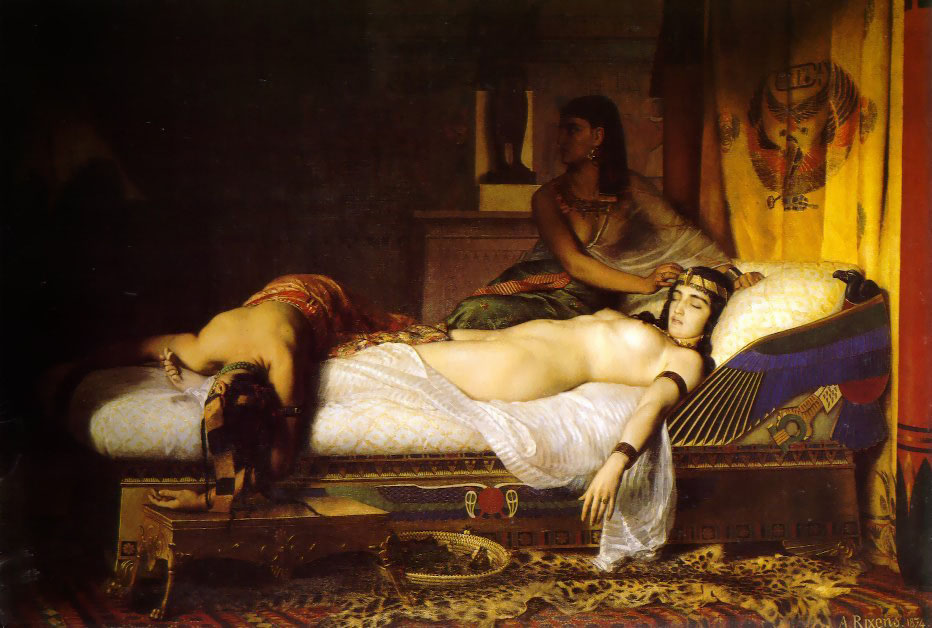
Moartea Cleopatrei
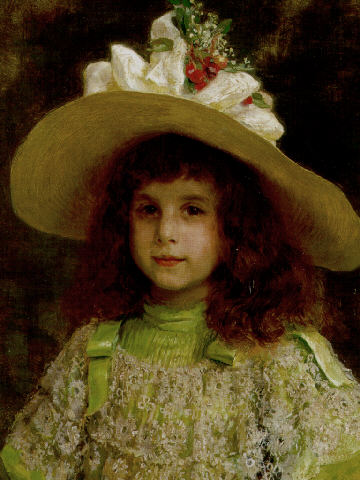
Portretul unei fete
Intrarea generalului Dupuy în Cairo 1899 Toulouse

1. ↑  Jean André Rixens (în franceză), Baza de date Léonore
2. ↑  RKDartists, accesat în 23 august 2017
3. 1 2  Jean-André Rixens, Autoritatea BnF
4. ↑  Jean André Rixens, Allgemeines Künstlerlexikon Online
5. ↑  BnF catalogue général
6. ↑  Baza de date Léonore